# Actinolaimoides frostae
Actinolaimoides frostae är en rundmaskart. Actinolaimoides frostae ingår i släktet Actinolaimoides och familjen Actinolaimidae. Inga underarter finns listade i Catalogue of Life.